# Академізм
Академі́зм — стиль і напрям у мистецтві XIX століття, який наголошував на необхідності дотримуватися принципів і правил, визначених визнаними офіційними авторитетами в галузі «високого мистецтва» — насамперед національними академіями мистецтв з використанням спадщини античності та Відродження.

## Місце академізму в історії мистецтва
Академізм намагався переосмислити та об'єднати досягнення класицизму (неокласицизму), до якого був близьким за духом, та романтизму, ближчого до нього за часом. Водночас, він співіснував з реалізмом, який сприймав академізм як свого найбільшого опонента. Попри це вплив реалізму на академізм безперечний. Іноді академічний спосіб інтерпретації людини та світу середини XIX століття визначають як «ідеалізований натуралізм».
Початком оформлення академізму як окремого напряму можна вважати 30-і роки XIX століття. Найбільш повно академізм в живописі висловив себе у «великому жанрі» — в історичній картині. Історичний жанр традиційно розглядався академіями мистецтв як найважливіший. Міф про пріоритет історичної картини настільки глибоко укорінився в свідомості художників, що багато з них вважали себе нереалізованими через неможливість виразити себе в «високому жанрі».
Чим далі тим більше академізм займав оборонні і агресивні позиції щодо інших мистецьких течій — романтизму (вороже ставлення до творчості Жеріко, Делакруа), реалізму (вороже ставлення до творчості Курбе), імпресіонізму (вороже ставлення до творчості Едуарда Мане тощо). Подібний процес відбувався і в Російській імперії, де академізм і його представники вороже сприйняли появу передвижників, представників реалізму.

## Академізм і салонне мистецтво

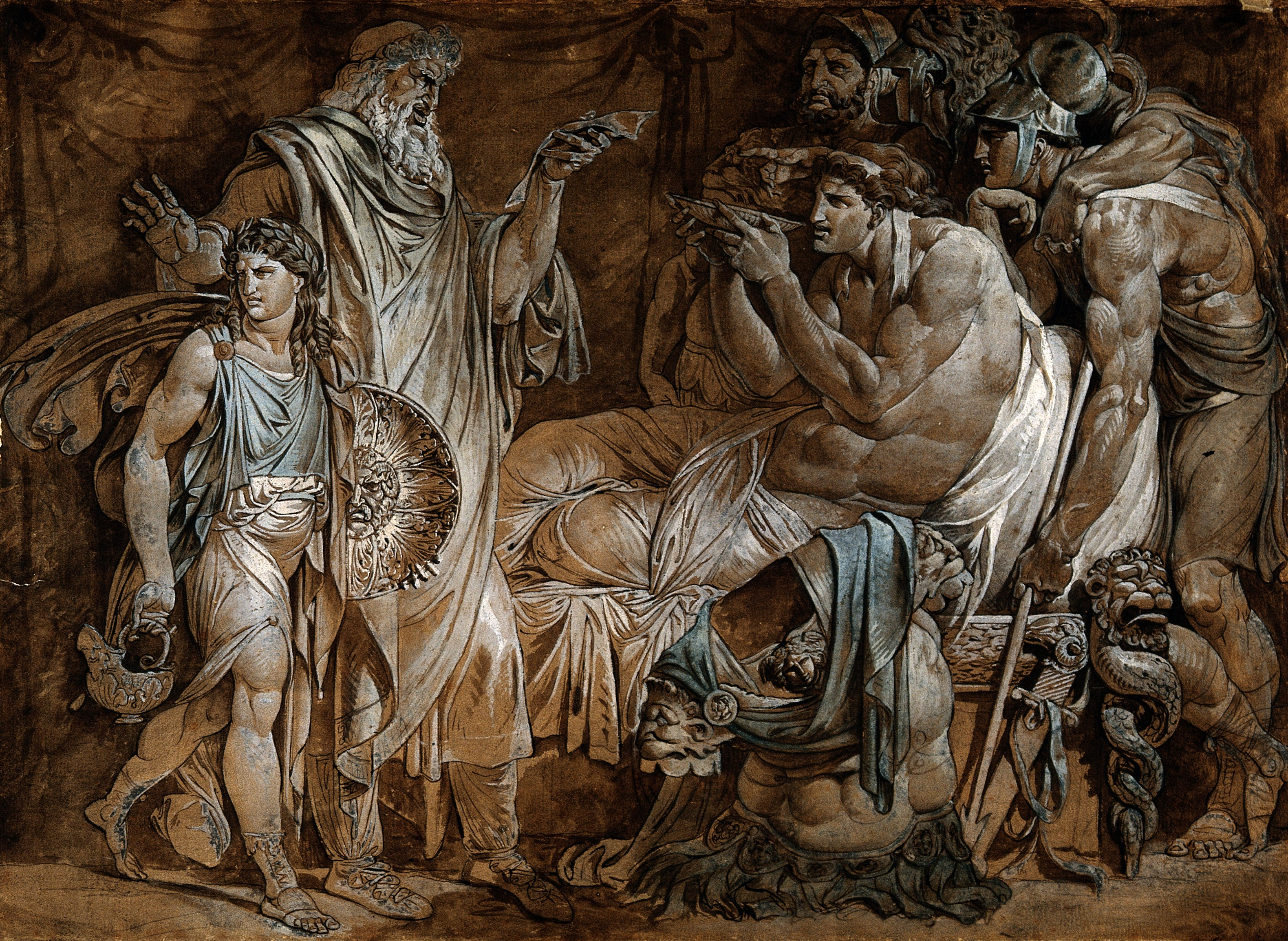
Худ. Джузеппе Кадес. «Довіра Александра Македонського лікарю Філіпу, незважаючи на плітки про намагання його отруїти», зразок академізму в малюнку кінця XVIII ст.

Академізм і салонне мистецтво тісно пов'язані в XIX ст. Обидва швидко проросли нероздільно один в другого. Почалася справжня експлуатація тільки порядних сюжетів(біблійних чи античних), тільки красивих, зовнішньо привабливих моделей, виправлених за античними зразками, віртуозним технічним виконанням самого живопису чи скульптури. Брутальна, груба дійсність була виштовшнута на вулиці брудних портів, бідняцьких районів, туберкульозних шпиталів і не допускалась в салонне мистецтво. Це була солодкава казка для новітньої групи багатіїв, для каліфів на час, щойно вдершихся до багатств, але не мавших традицій, витончених смаків, справжнього знання мистецтва і його історії. Салонне мистецтво експлуатувало еротику, оголене жіноче і чоловіче тіло, стародавніх римлян, привабливих тваринок(котят, цуценят, козенят, кроликів, голубів), квіти, здебільшого троянди, елегантний сучасний одяг чи екзотичні шати численних Саломей, Клеопатр, Сафо, закоханих пар, оголених жінок з розбитими вазами. Сюжетом картини міг стати бенкет римського імператора, що засипав своїх гостей пелюстками троянд.
Для помираючих від туберкульозу хворих, яких натовпом везли по Рейну в лікарню, це було справжньою образою і приниженням. Саме відштовхуючись від салонного мистецтва виникло строге і правдиве мистецтво Франсуа Мілле,Едуарда Мане, Деґа, Ван Гога, Кете Кольвіц.
Криза академізму XIX ст. усвідомлювалася все більше. Показовими були карикатури на класицистів, поява книги « Комічна історія Стародавнього Риму», де осміяні вочевидь набридлі римляни.
В мистецтві Франсуа Мілле є поодинокі зразки академізму («Смертельний поцілунок Сфінкса»). Але могутній талант, як хворобу, відкинув його, аби навернутися до суворого і правдивого реалізму. Едуард Мане порізав усі свої ранішні картини, як неправдиві, нещирі зразки академічного мистецтва. Кете Кольвіц, учениця академіста і представника салонного мистецтва Клінгера, ніщо не запозичила з мистецтва вчителя, окрім технічних навичок.
Характеризуючи напрям, якому належить творчість, наприклад, художника Жана Беро, В. Калмикова та В. Тьомкін пишуть в «Енциклопедії сучасного живопису»: 
| Майстри не стільки висловлювали себе, скільки створювали образ краси, який задовольняв смаки їхніх сучасників; на жаль, часом «хороший смак» розумівся як щось дане раз назавжди і таке, що не розвивається, незмінне. Через це багато картин виглядають штучними, застиглими, надуманими, часом солодкуватими — і технічна майстерність їх не рятує [1]. |
Салонне мистецтво, поверхневе, але віртуозне за технічним виконанням, заполонило Салони (звідки і назва), виставки в Парижі і значно поширилося Європою у 19 столітті, як епідемія.
З салонного мистецтва Франції виросло схиблене на віртуозності, коштовностях і дріб'язковому відтворенні екзотики мистецтво Гюстава Моро.

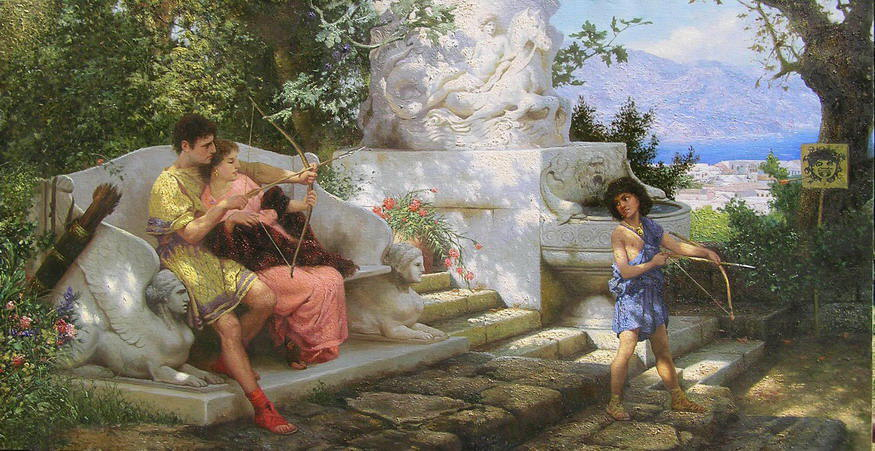
Генрик Семирадський, «Небезпечна гра», Переяславль-Залеський, Ярославська область
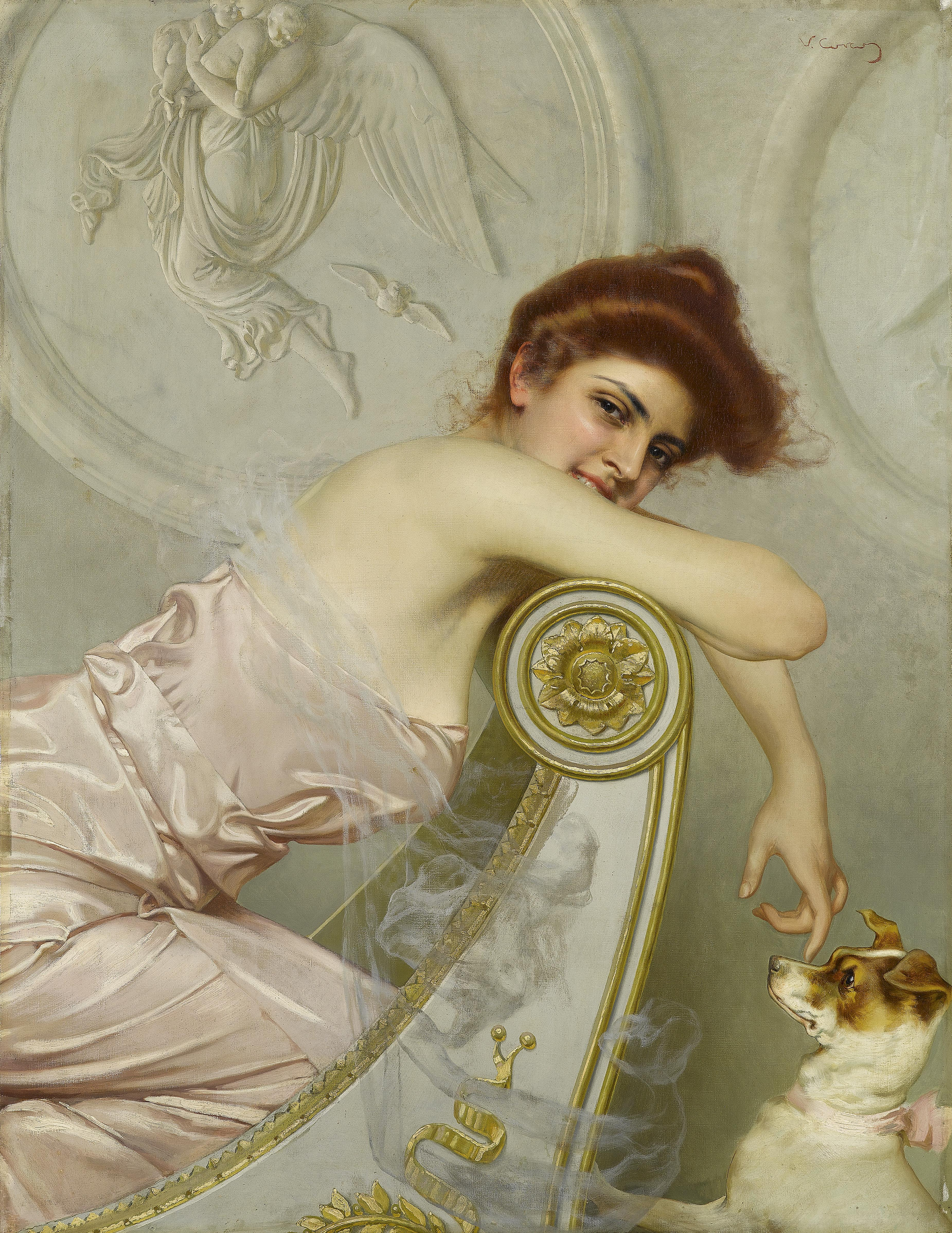
Вітторіо Маттео Коркос. «Гра пані з її собакою», 1895
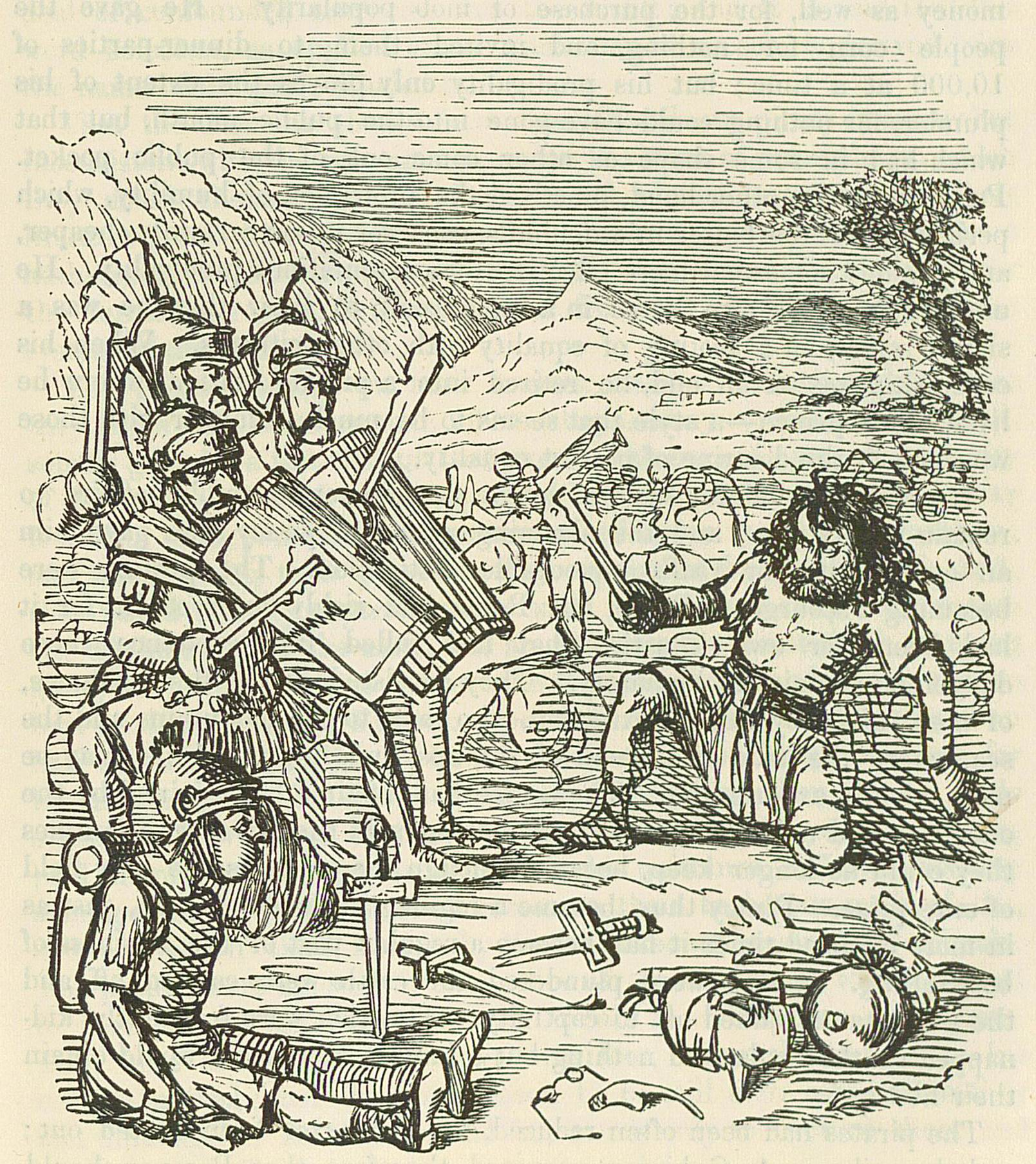
Карикатура з книги «Комічна історія Стародавнього Риму», 1850-ті
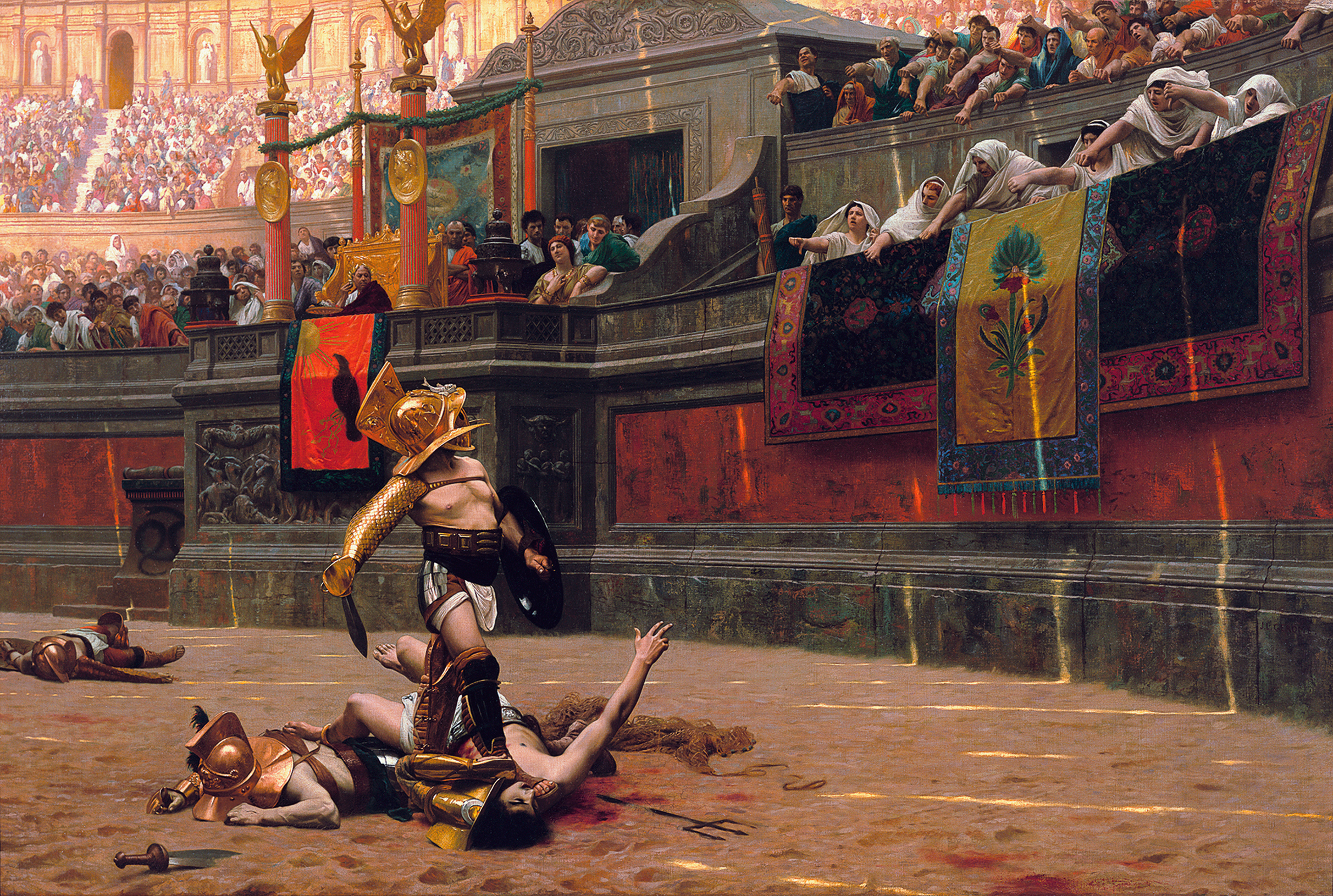
Жан Жером, «Убий його!» (або «Пальці униз»)
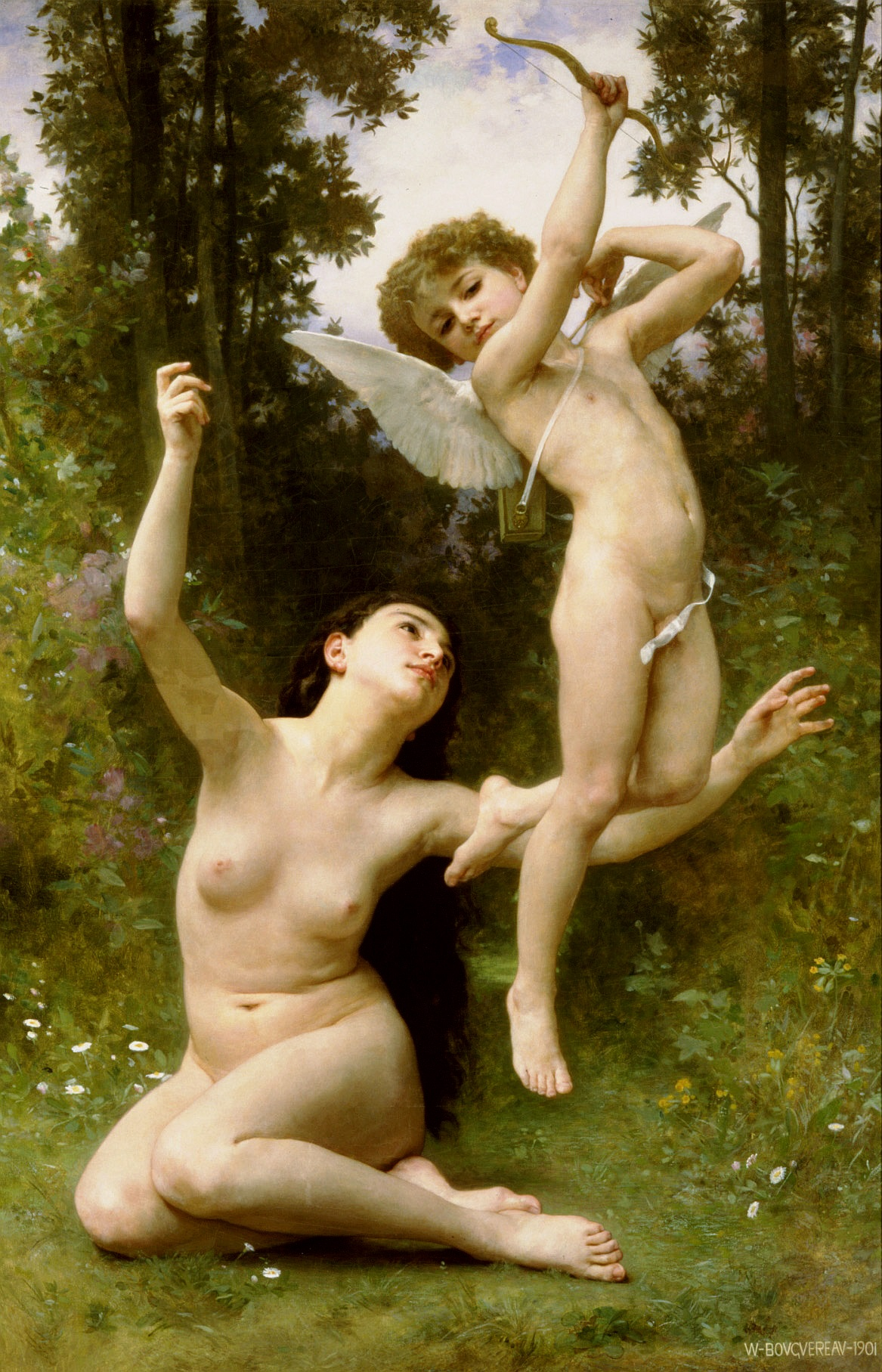
Вільям Бугро, «Відлітаючий Амур»
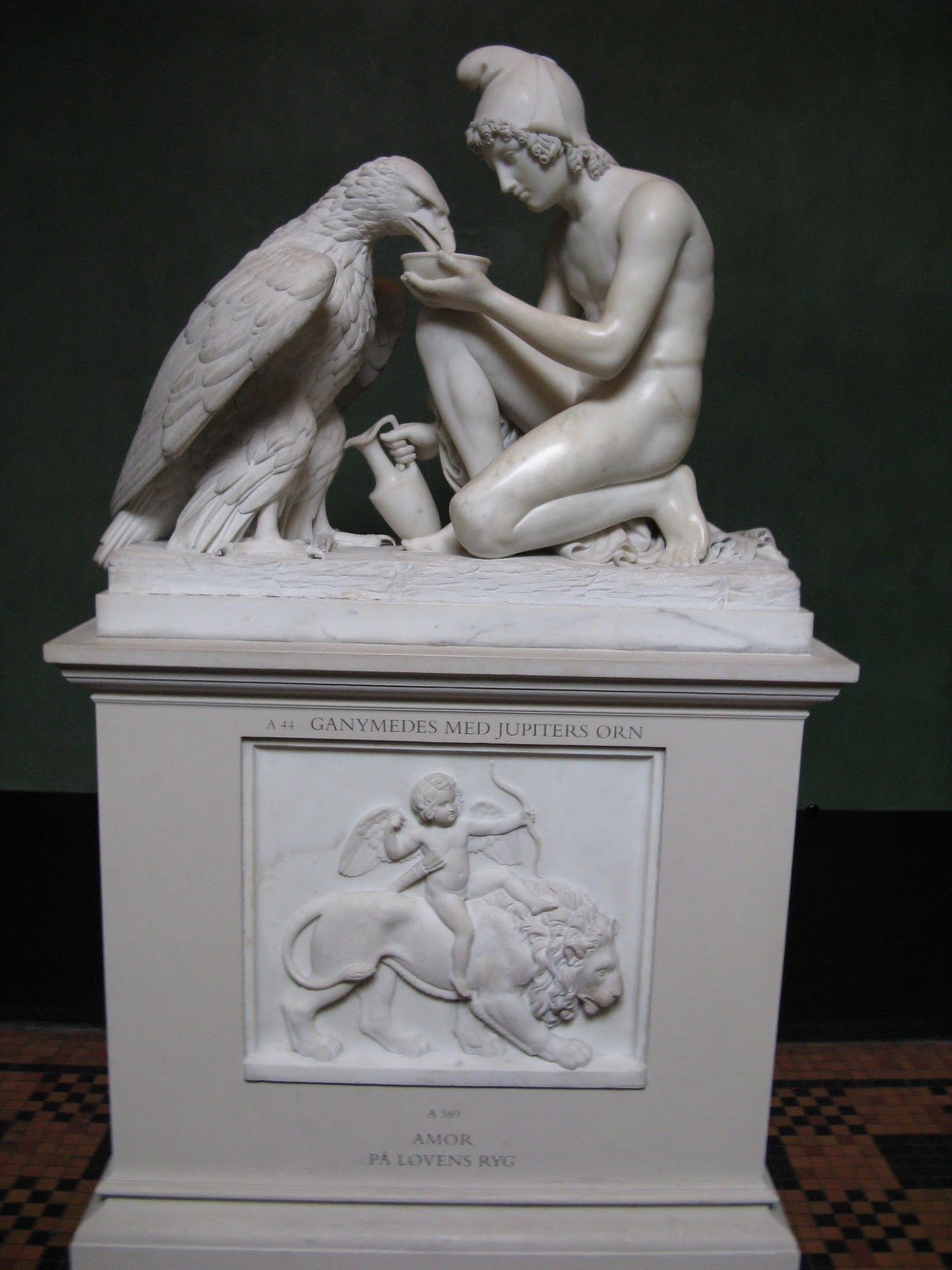
Скульптор Торвальдсен. Ганімед годує орла Зевса, 1817
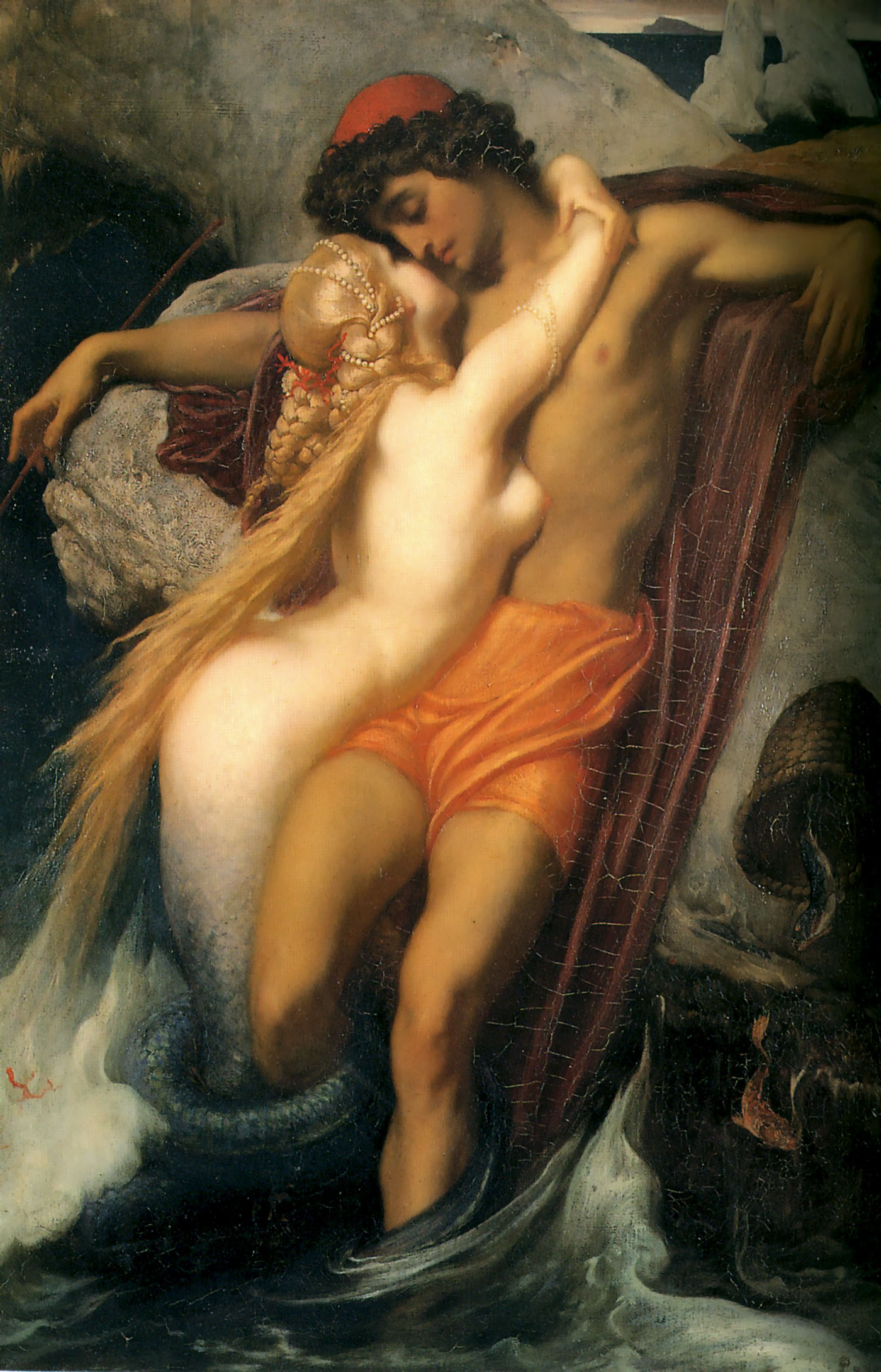
Фредерік Лейтон. Моряк гине в обіймах Сирени
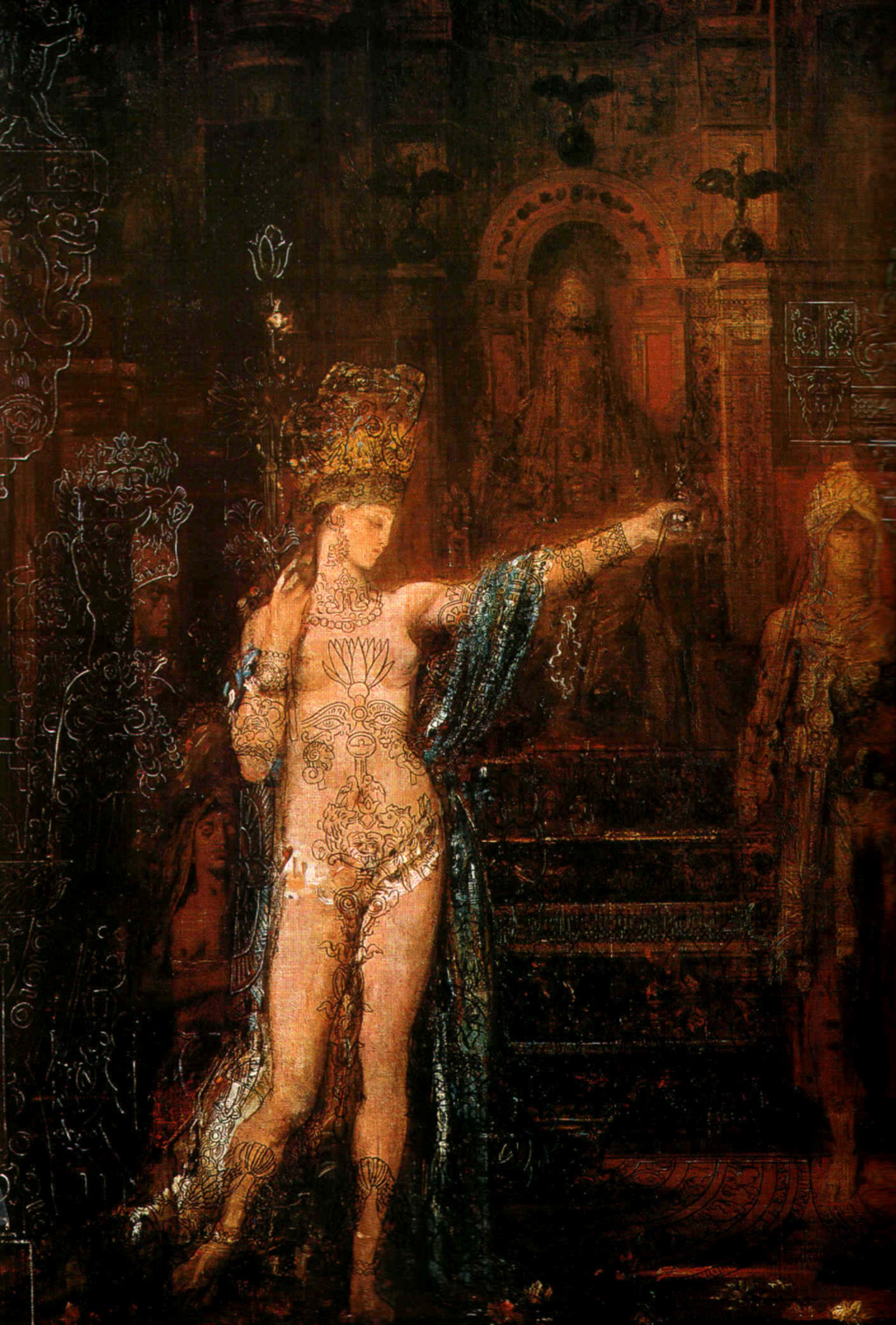
Гюстав Моро. Саломея танцює перед царем Іродом, 1876
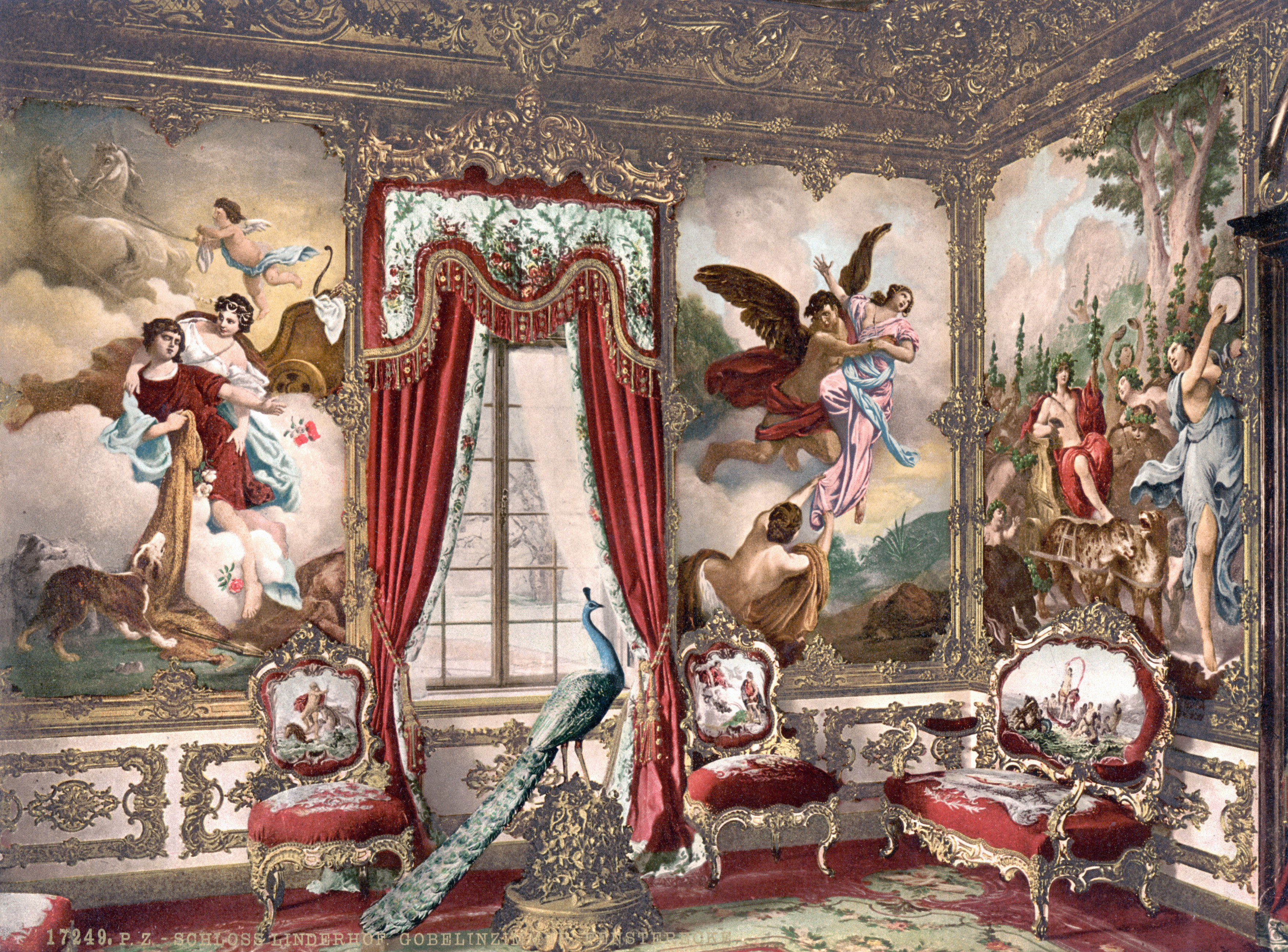
Буржуазний інтер'єр в стилі салонного мистецтва XIX ст.
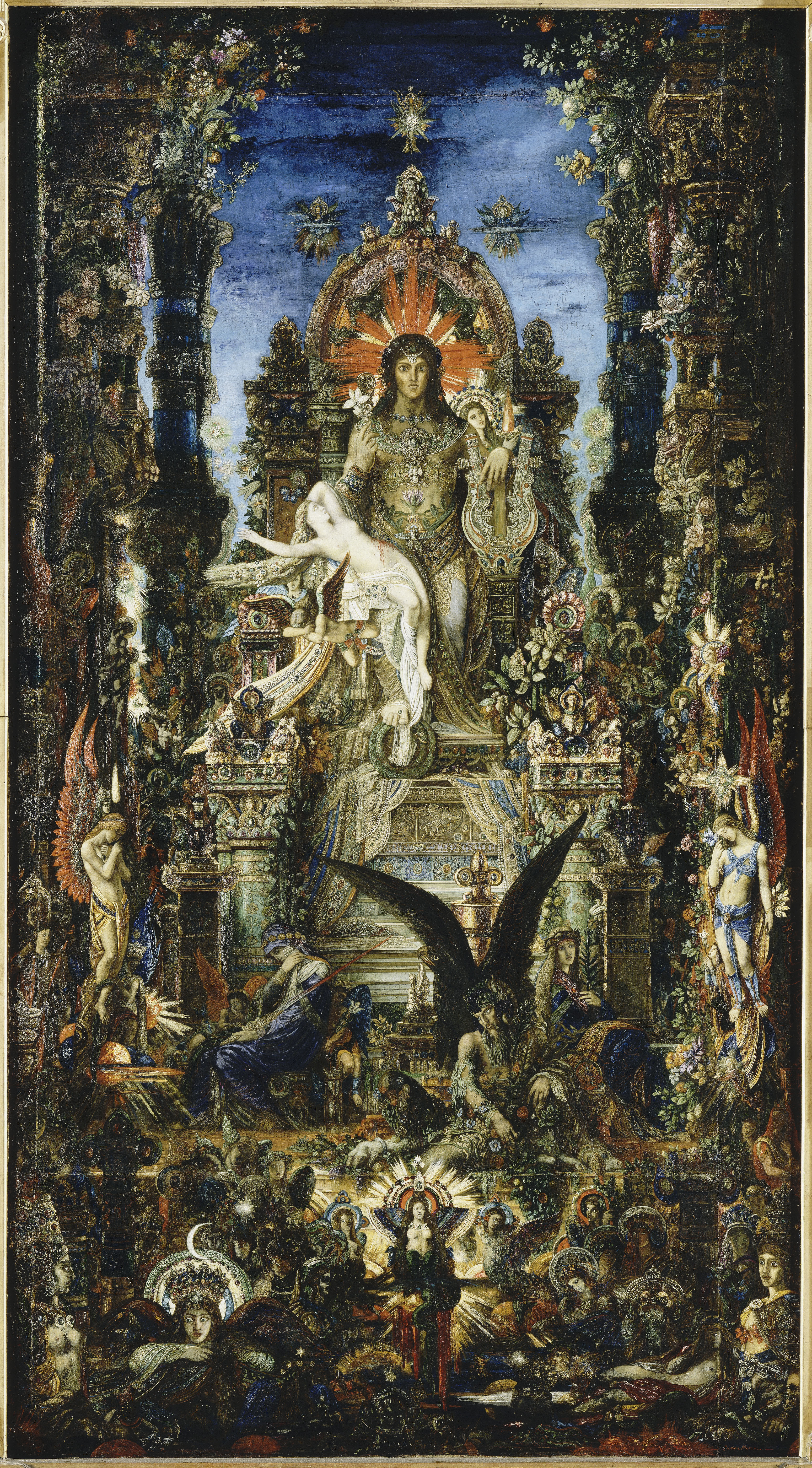
Гюстав Моро. Юпітер на троні і Семела

## Представники академізму в живописі

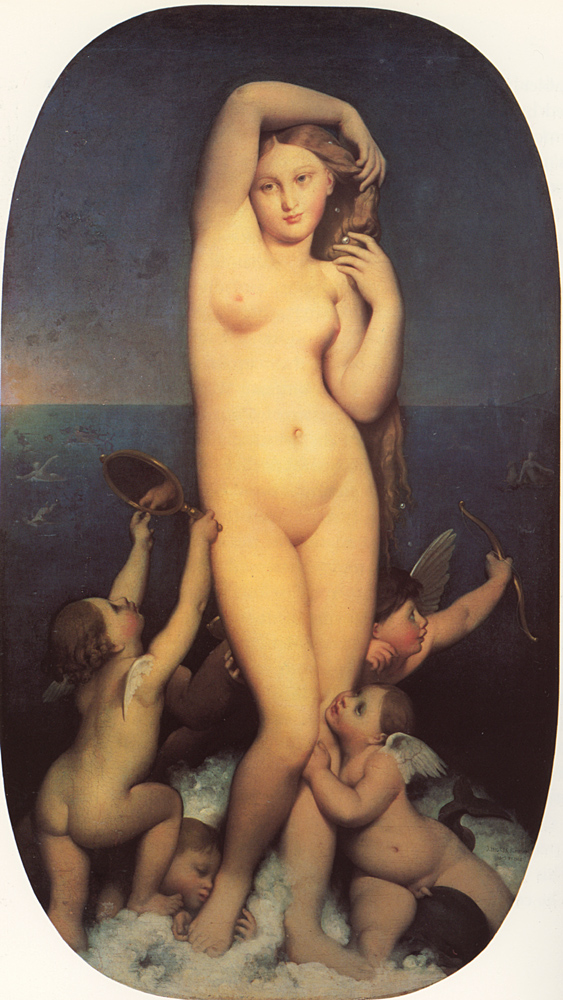
Худ. Енгр. Народження Венери. 1848 р. Музей Конде, Шантійї.

- Вільям Гамільтон (художник), (1751—1801), Британія
- Франсуа-Едуард Піло (1786—1868), Франція
- Жан Огюст Домінік Енгр (1780—1867), Франція
- Олександр Кабанель (1808—1879), Франція
- Тома Кутюр (1815—1879), Франція
- Шарль-Едуар Бутібонн (1816—1897), Франція
- Жан-Леон Жером (1824—1904), Франція
- Поль Леруа (1860—1942), Франція
- П'єр Поль Прюдон (1758—1823), Франція
- Поль Бодрі (1828—1886), Франція
- Бенджамін Вест (1738—1820), США — Британія.
- Джон Флаксман (1755—1826), сукульптор, графік, Велика Британія.
- Федір Бруні (1799—1875), Російська імперія.
- Карло Брюллов (1799—1852), Російська імперія
- Генрик Семирадський або Генрік Семірадський (1843—1902), Російська імперія
- Фредерік Лейтон (1830—1896), Велика Британія
- Адольф Хіремі-Хіршль (1860—1933), Австрійська імперія
- Ульпіано Чека (1860—1916), Іспанія
- Франсіско Рамос (), Іспанія-Франція
- Мануель Домінгес Санчес (1840—1906), Іспанія
- Павло (Пауль) Мерварт (1855—1902), Польща
- Андреа Аппіані (1754—1817), Італія
- Франческо Хайес (Хейз, 1791—1882), Італія
- Стефано Уссі (1822—1901), Італія

## Академізм в релігійному живопису

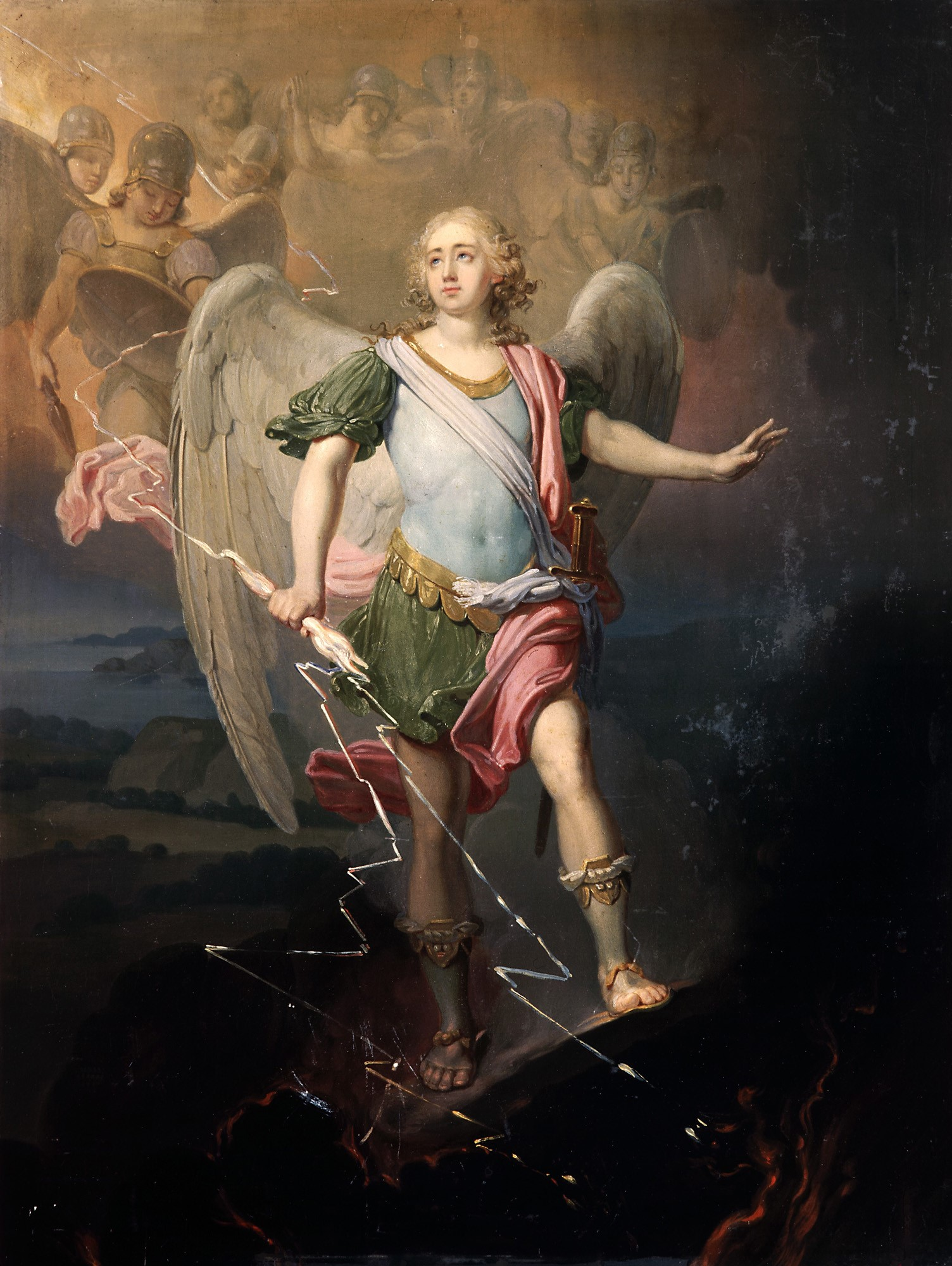
Боровиковський Володимир Лукич, «Архангел Михаїл», Російський музей

## Галерея творів

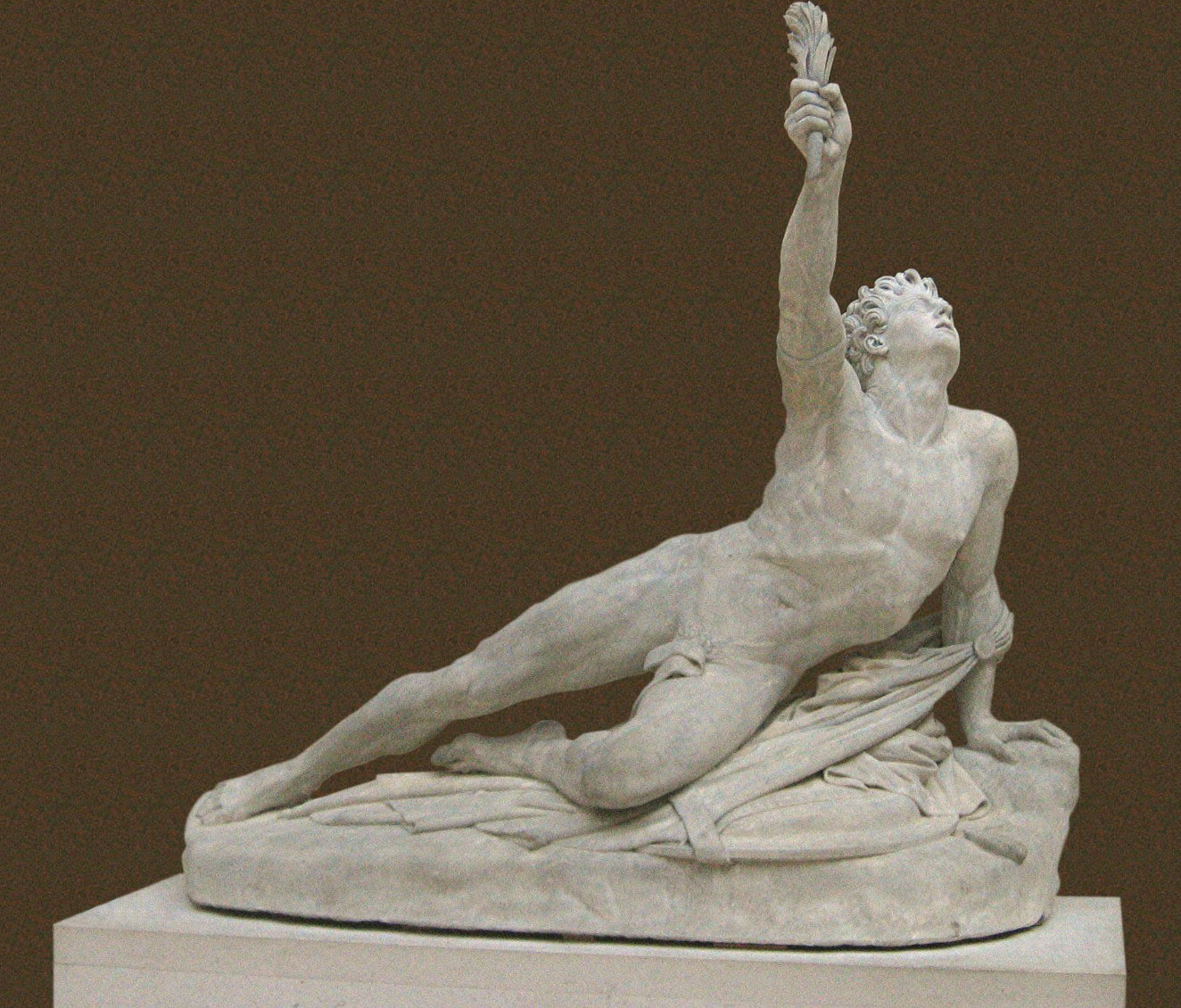
Ск. Корто́,«Смерть солдата, що приніс звістку про перемогу греків у Марафоні», Салон 1822
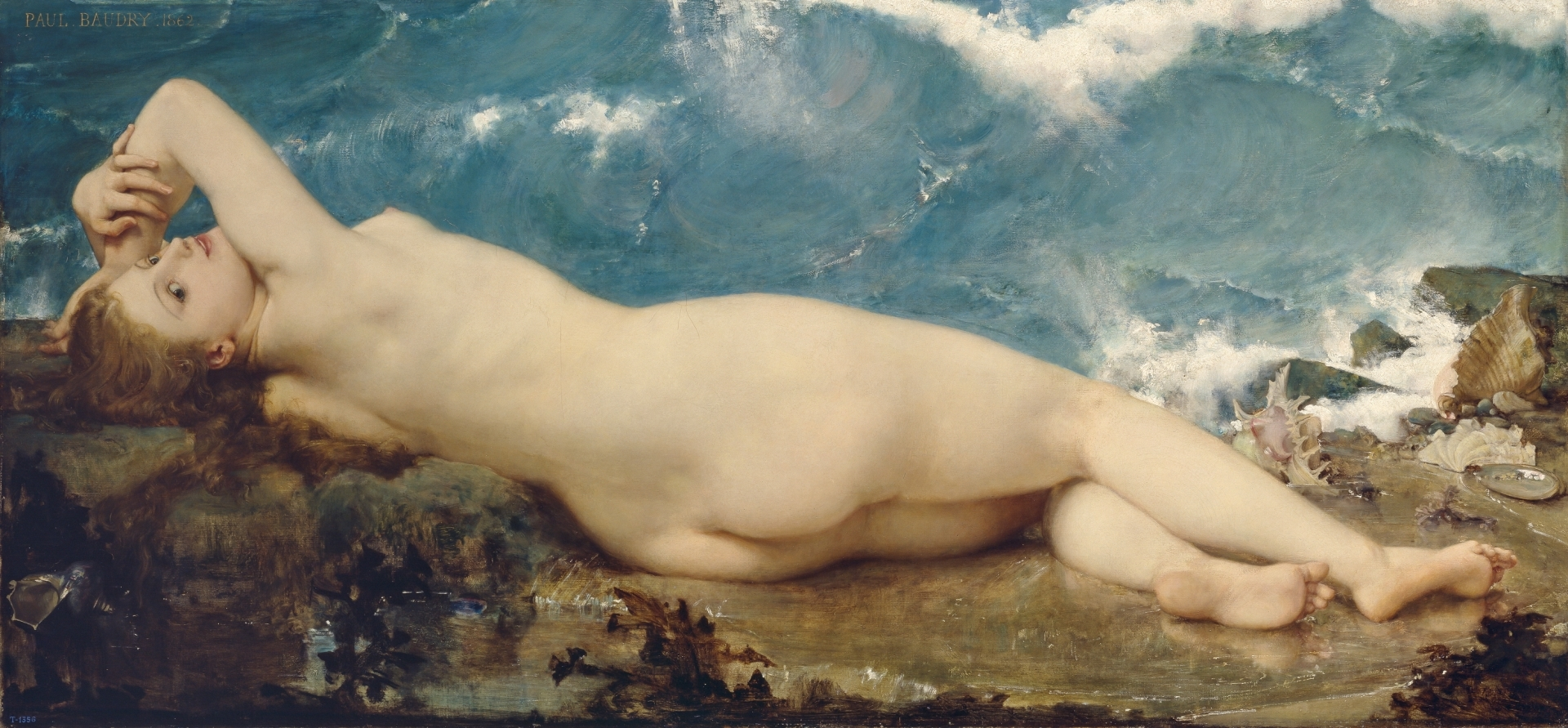
Худ. Поль Бодрі. «Хвилі і перли», 1862
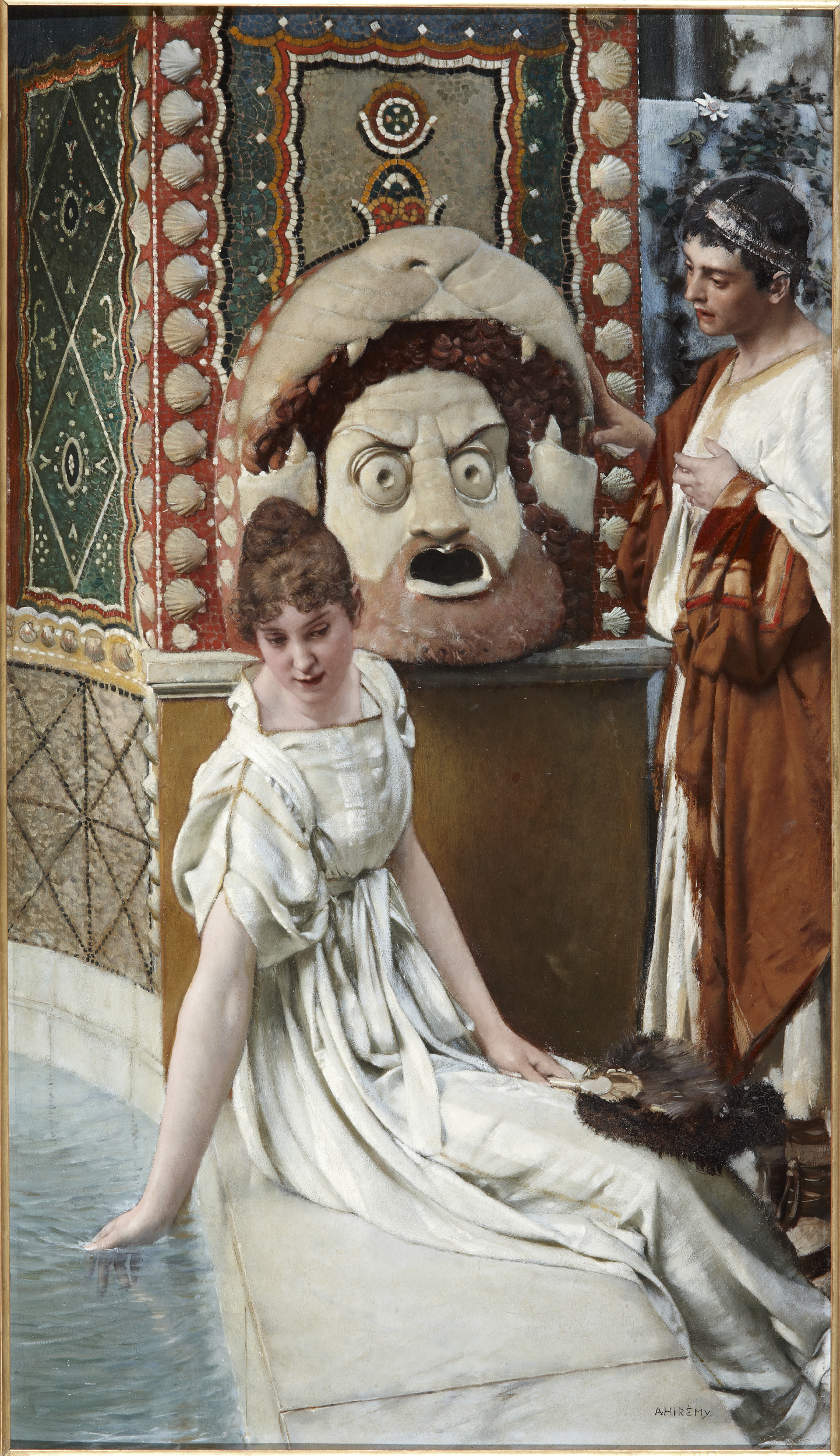
Адольф Хіремі-Хіршль. «Присягаюся біля Вуст Правди», 1898 р.
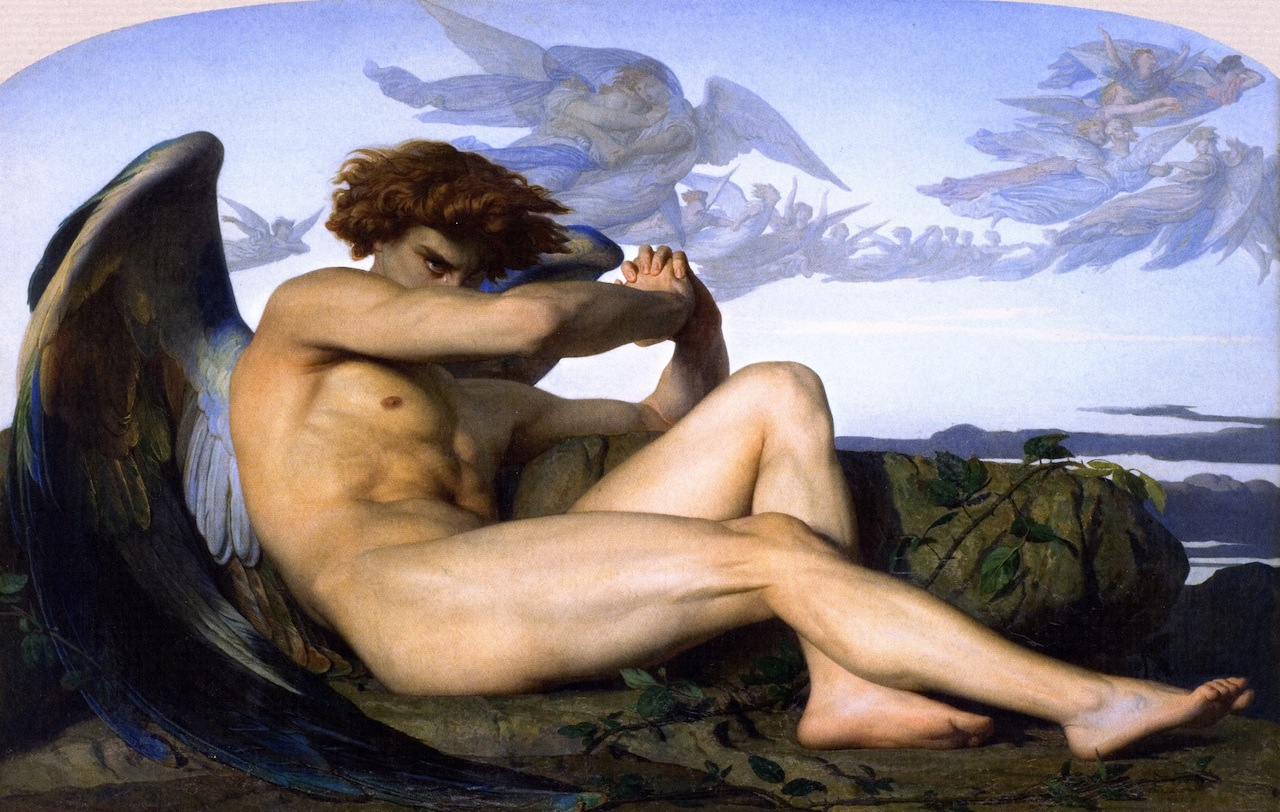
Худ. Олександр Кабанель. «Грішний янгол»
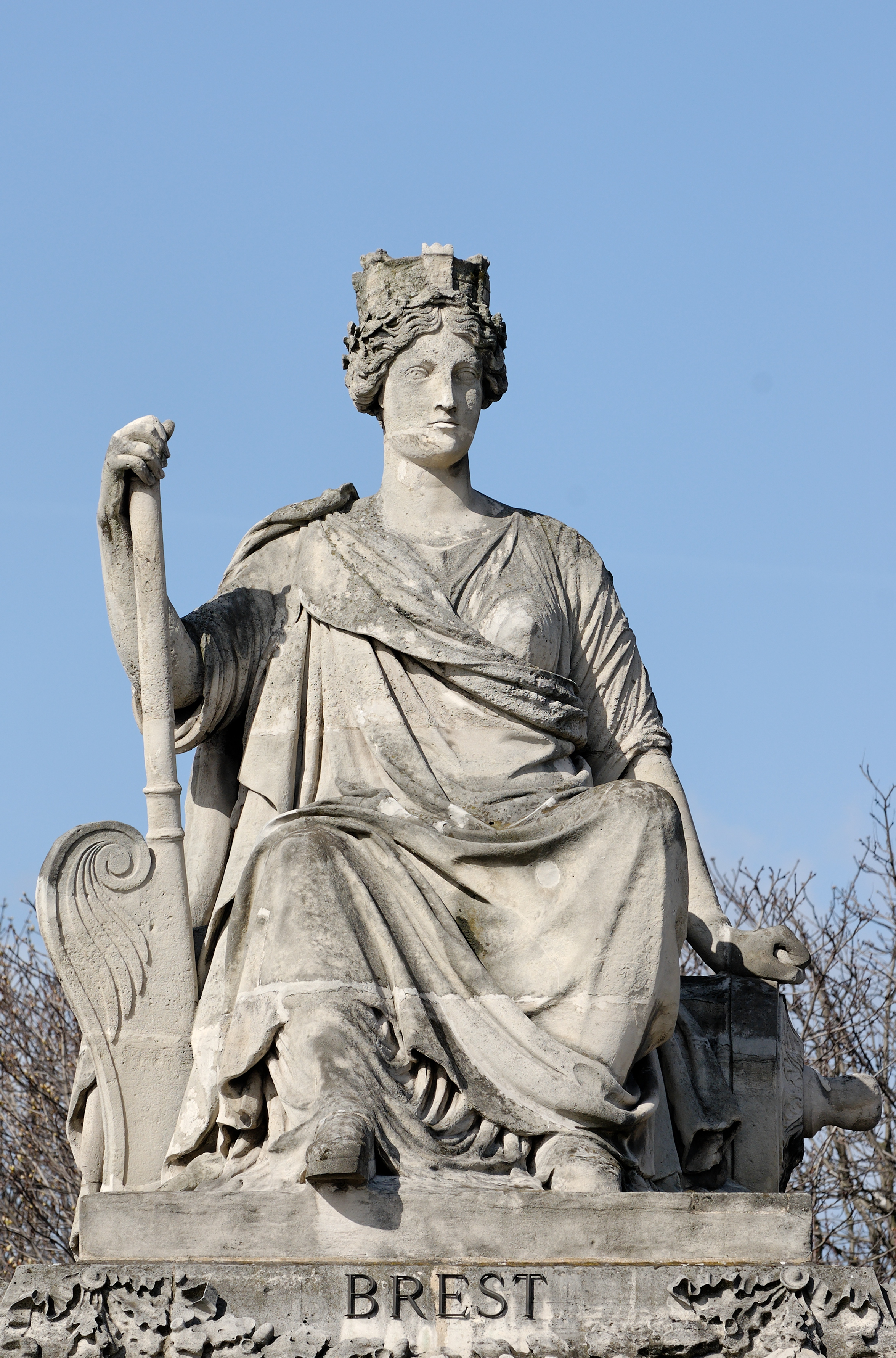
Ск. Корто́, «Алегорія міста Брест»
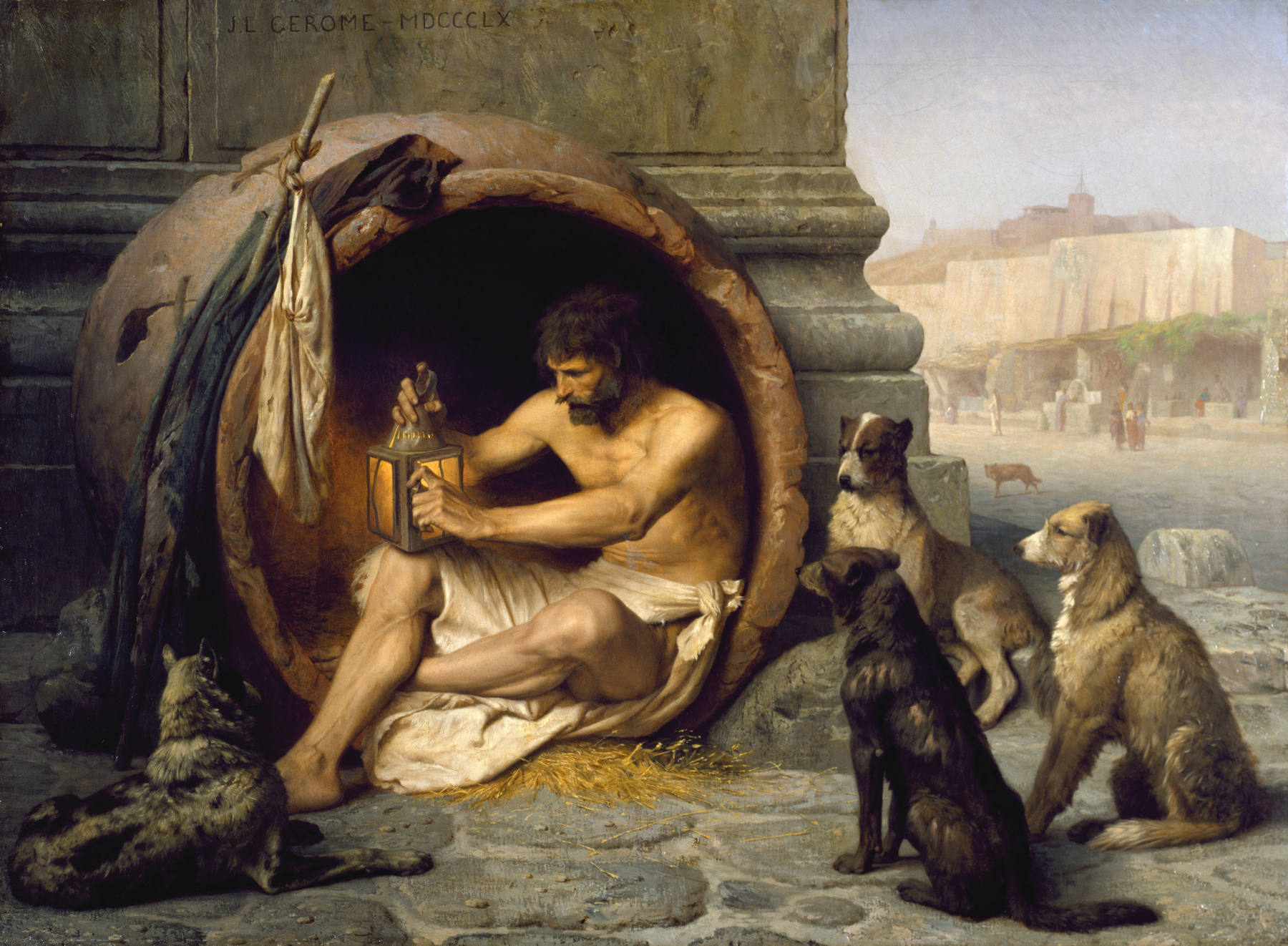
Худ. Жан-Леон Жером,Діоген (Жером)
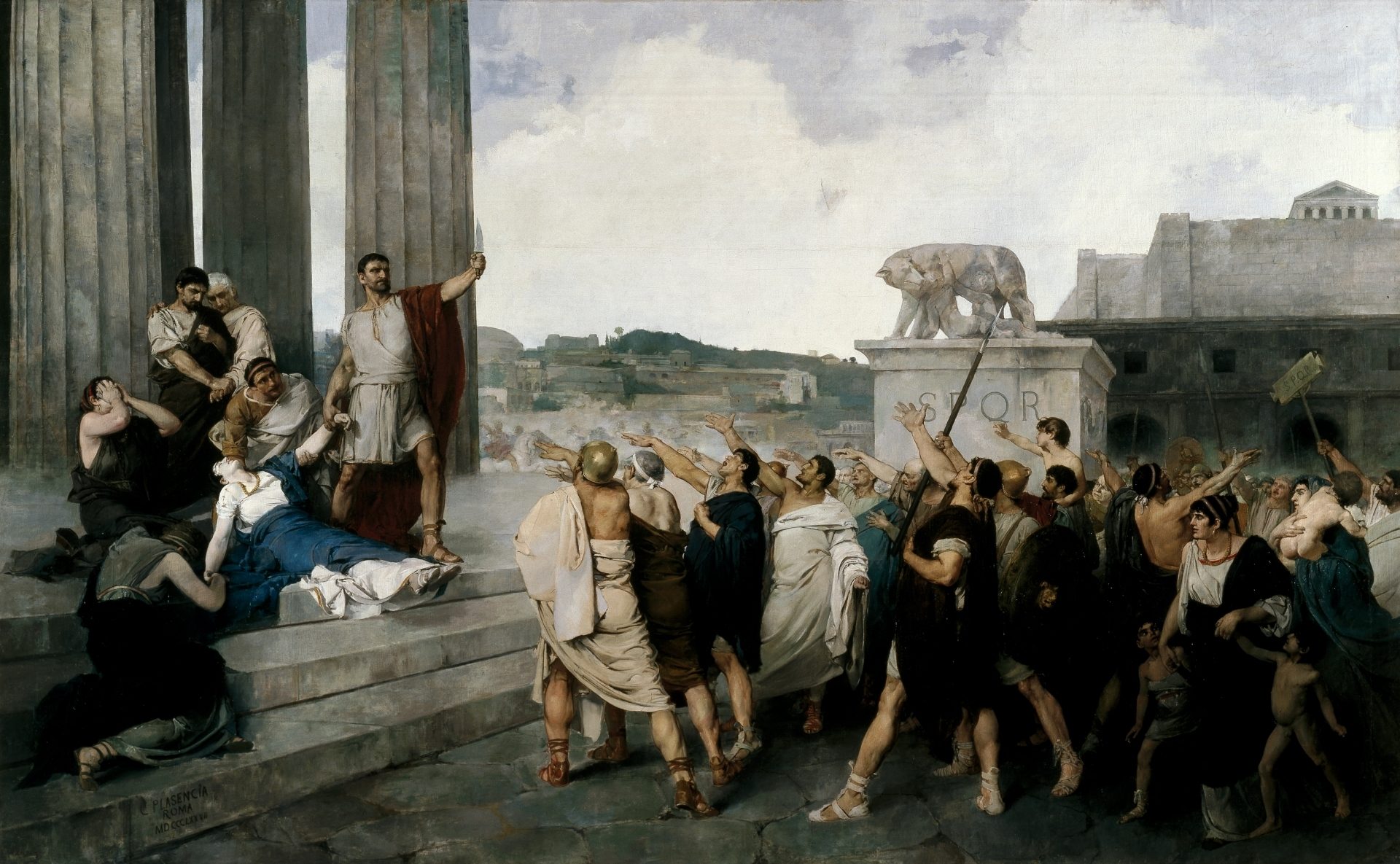
Худ. Касто Пласенсія, «Проголошення республіки в стародавньому Римі», 1877
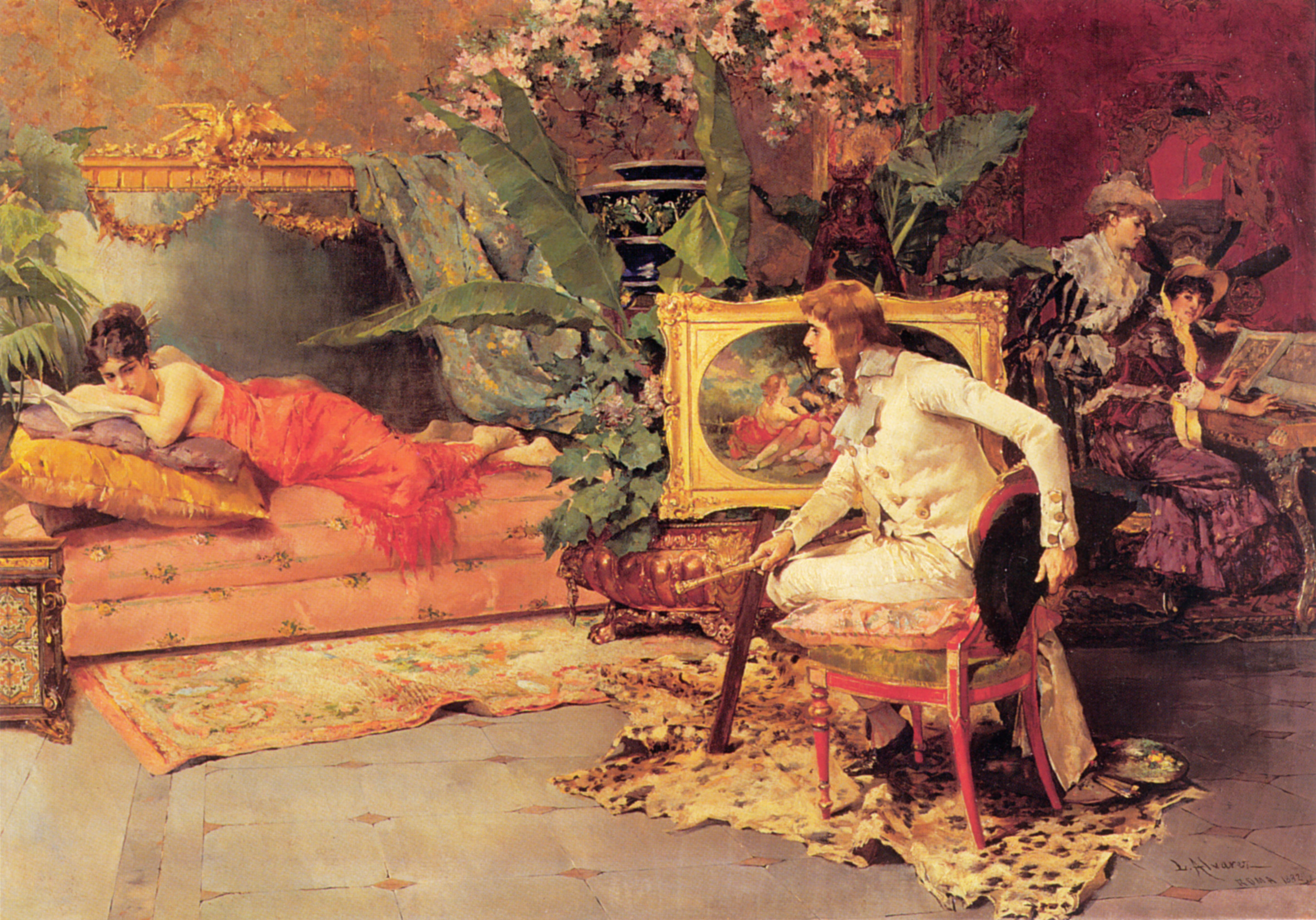
Худ. Луїс Альварес Катала, «Модель модного художника»
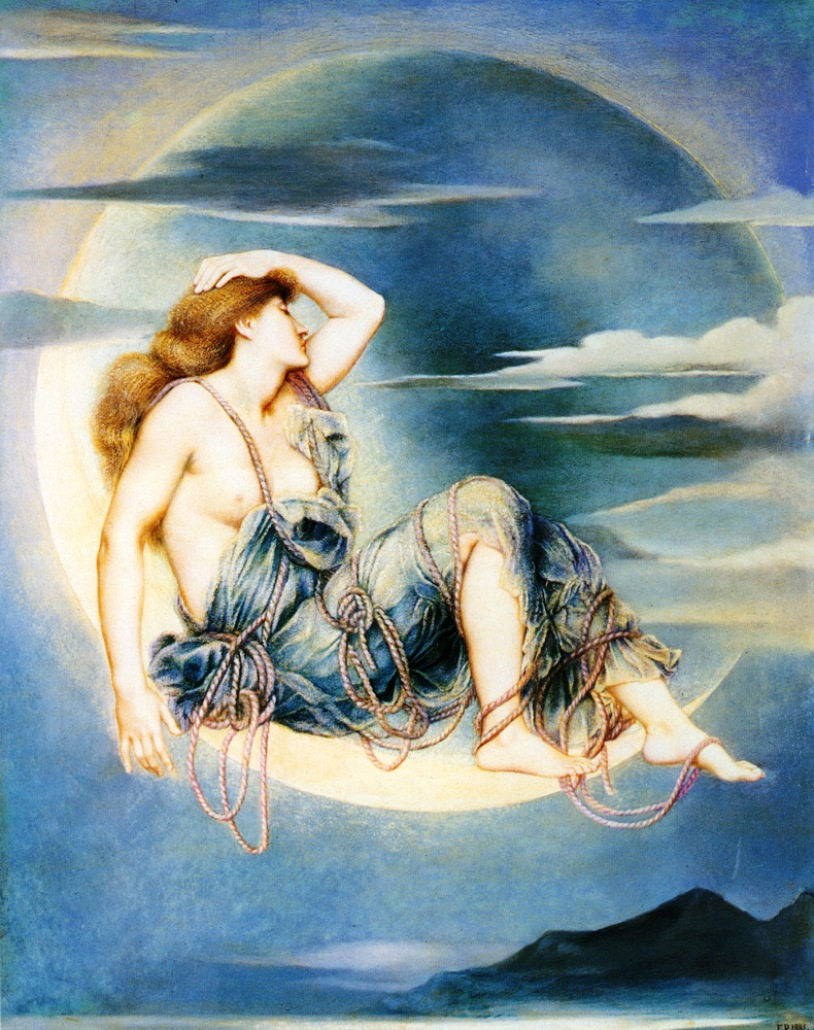
Евелін де Морган. «Алегорія Місяця», 1885
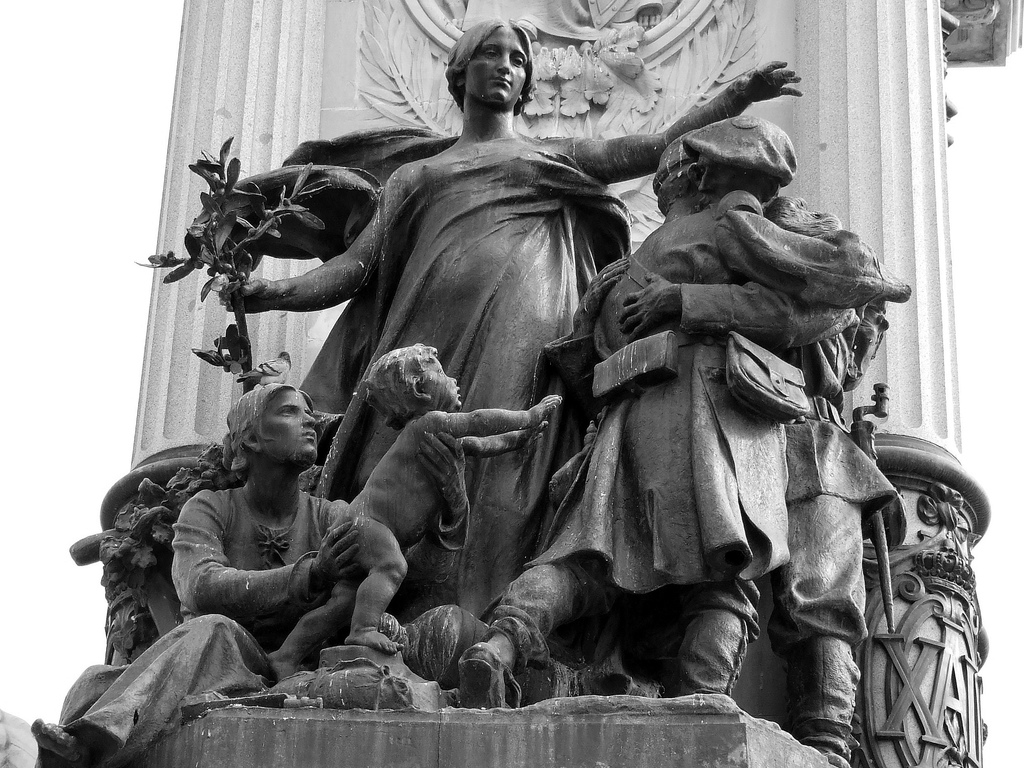
Ск. Мігел Блей. Монумент іспанському королю Альфонсо ХІІ, Буен Ретіро, Мадрид
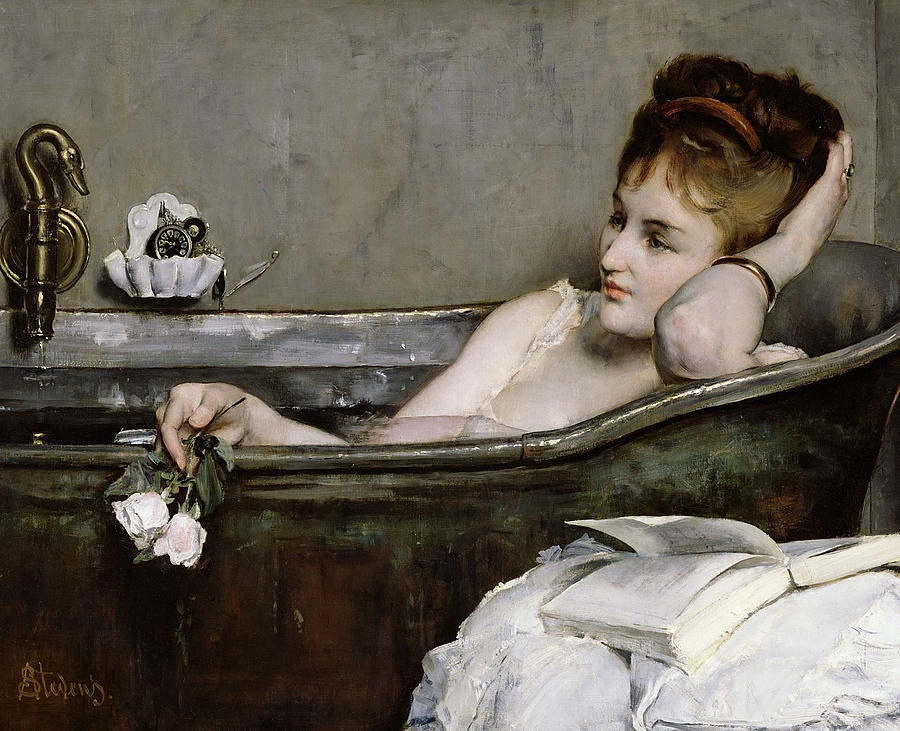
Худ. Альфред Стевенс. «Пані в ванні»
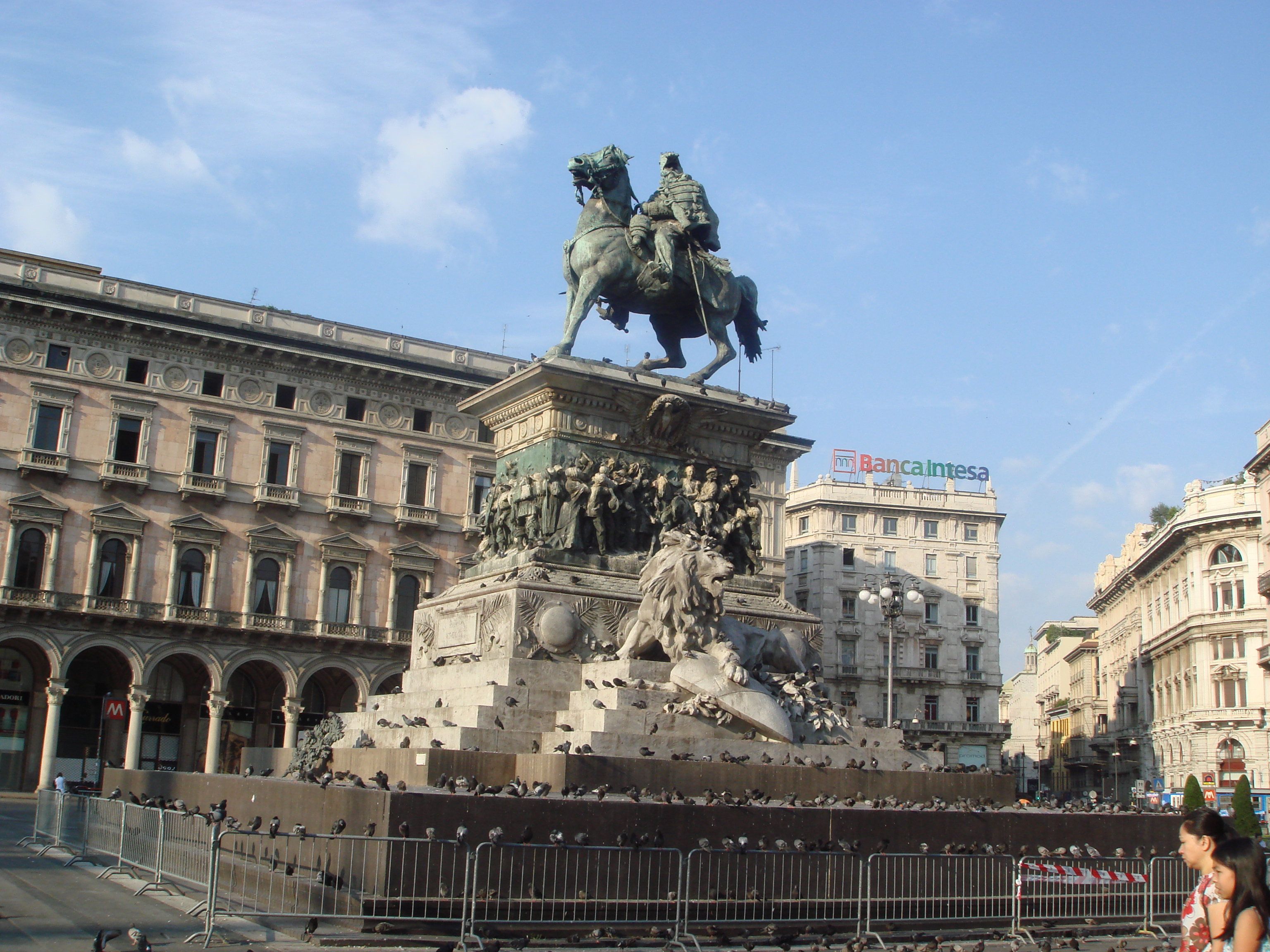
Ск. Ерколе Роза, монумент королю Віктору Еммануїлу ІІ, Мілан, 1896

## Академізм в архітектурі
Як і романтизм, в архітектурі академізм не виробив єдиного стилю. Йдеться швидше про сукупність «академічних» стилів, притаманних добі. Окрім переосмисленої в новому дусі неоготики і неоренесансу до них належать неороманський стиль, необароко, неорококо та так званий «псевдоруський стиль». Проте найповнішим втіленням академізму в архітектурі вважають боз-ар.

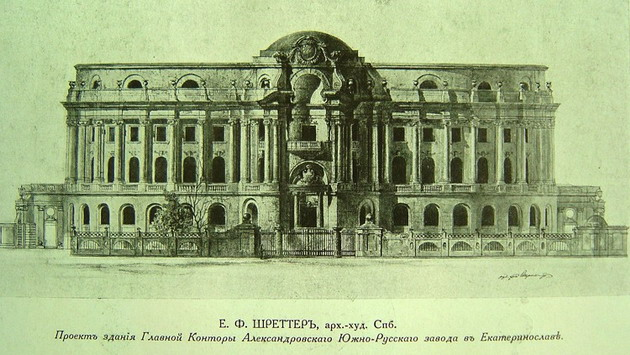
Шреттер Євген Федорович. Проект головного фасаду контори Александрівського заводу в м. Катеринослав (нині Дніпро). Не реалізовано, злам 19-20 ст.

## Інше тлумачення терміна
В XX столітті термін академізм набув іншого тлумачення, що приводить до плутанини змістів. Академізмом почали називати твори митців з потужною художньою освітою, твори високого технічного рівня без певного зв'язку з ідеєю. Академічним тепер міг бути як релігійний твір («Христос перед народом», Глазунов — син), так і твір на побутову тему без зображення біблійних чи історичних персонажів. Найчастіше терміном «академізм» користуються тепер для характеристики побудови композиції, технічного виконання твору, високого щаблю цього виконання. В СРСР, де мистецтво силомиць утримали в межах соціалістичного реалізму, представниками академізму XX століття стали — Ілля Глазунов, Олександр Шилов, Сергій Смирнов та інші, незважаючи на індивідуальність їх художніх манер.